# Goal!
Goal! (Alternativtitel: Goal! Lebe deinen Traum; Originaltitel: Goal!, Alternativtitel: Goal! The Dream Begins) ist der erste Teil einer Fußballfilm-Trilogie aus dem Jahr 2005, in der es um ein junges Fußballtalent geht. Regie führte Danny Cannon.
Es folgte 2007 die Fortsetzung Goal! II und 2009 Goal 3 – Das Finale.

## Handlung
Santiago „Santi“ Muñez ist ein junges Fußballtalent aus den Vereinigten Staaten. Er liebt den Fußball schon seit seiner Kindheit und hat einen großen Traum: Er will in einem europäischen Spitzenteam spielen. Mit seinem Vater, seiner Großmutter und seinem Bruder lebt er illegal in Los Angeles, da sie zehn Jahre zuvor aus Mexiko in die Vereinigten Staaten geflohen waren. Santiagos Mutter verließ ihren Mann und die beiden Kinder.
Santiago spielt für den mexikanischen Einwandererclub Los Americanos Jóvenes FC. Als Stürmer ist er dort der Mann für die Tore und muss sich dafür die Bälle von weit hinten holen. Er bestimmt das Spiel seiner Mannschaft, die durch ihn erst erfolgreich wird. Eines Tages beobachtet ihn Glen Foy, ein ehemaliger Talentscout von Newcastle United. Er versucht ein Probetraining für Santiago zu organisieren. Doch der Talentscout der Engländer, der sich zu dem Zeitpunkt in Kalifornien befindet, hat kein Interesse. Er erscheint nicht wie verabredet zu einem Spiel von Santiago. So versucht Glen es direkt bei Erik Dornhelm, dem Manager der Magpies (Newcastle United). Der verspricht, Santiago ein Probetraining machen zu lassen.
Seit Jahren spart Santiago das Geld, das er bei der Gartenarbeit mit seinem Vater und in einem chinesischen Restaurant verdient. Als er das Geld für den Flug nach England fast zusammen hat, gibt der Vater es für ein neues Arbeitsauto aus. Er will nicht, dass sein Junge nach England geht, daraufhin streiten die beiden sich. Eines Tages jedoch gibt Santiagos Großmutter ihm ein Ticket nach London. Ohne sich von seinem Vater zu verabschieden, fliegt er nach Europa. Dort hat er jedoch Probleme, sein Können zu zeigen, da er die Witterungsbedingungen nicht gewöhnt ist. Auch mit einigen Mannschaftskollegen kommt er nicht gut aus. Dann jedoch geht plötzlich alles ganz schnell: Er verliebt sich in die Assistentin des Clubarztes und steigt von der B-Mannschaft in die Stammelf auf. Bei einer Einwechslung in einem Spiel gegen Fulham kommt sein ganz großer Auftritt und sein Vater, in einem englischen Pub in Los Angeles, sieht ihn stolz im Fernsehen.
Doch dieser verstirbt kurze Zeit später unerwartet an einem Herzinfarkt und wird von Santiagos kleinem Bruder tot aufgefunden. Von der Nachricht ist Santiago erschüttert und beschließt heimzukehren, um die Firma seines Vaters zu übernehmen. Am Flughafen entscheidet er sich jedoch, in England zu bleiben, um seinen Fußballtraum zu verwirklichen.
Beim Spiel Newcastle United gegen FC Liverpool darf er das erste Mal von Beginn an spielen. Newcastle muss gewinnen, um in der folgenden Saison in der Champions League spielen zu können. Mit einer Torvorlage und einem Freistoßtor von Santiago gewinnt Newcastle schließlich 3:2. Noch auf dem Platz stehend erhält Muñez einen Anruf von seiner Großmutter. Sie erzählt ihm, dass sie und ihr anderer Enkel das Spiel verfolgt haben und begeistert sind. Außerdem habe sie in dem Lokal, in dem sie das Spiel gesehen haben, erfahren, dass Santiagos Vater seinen Auftritt gegen Fulham gesehen hat und stolz war.

## Auszeichnungen
- 2006: Nominierung für Teen Choice Award Kuno Becker und Bestes Drama
- 2007: Imagen Award für Kuno Becker
- 2007: Nominierung Imagen Award als Bester Film, Tony Plana und Míriam Colón

## Schauplätze
Der Film ist an den Originalschauplätzen in Newcastle gedreht worden. Das Stadion der Magpies und der Trainingsplatz sind die Hauptschauplätze.

### Cameo-Auftritte
Im Film sind zahlreiche Cameo-Auftritte von bekannten Profifußballern, die zu Beginn der Dreharbeiten (2005) in den Vereinen Real Madrid, Newcastle United, FC Liverpool oder FC Chelsea gespielt haben, zu sehen. Hierbei spielen diese Fußballer sich selbst. Auch Martin Tyler als Fußballkommentator und Sven-Göran Eriksson als Trainer sind im Film kurz zu sehen. Außerdem ist Brian Johnson, der aus Newcastle stammt, als alter Fan zu sehen.
- David Beckham
- Zinédine Zidane
- Raúl
- Alan Shearer
- Stephen Carr
- Lee Bowyer
- Laurent Robert
- Jermaine Jenas
- Kieron Dyer
- Titus Bramble
- Brian Johnson
- Michael Chopra
- Jean-Alain Boumsong
- Rob Lee
- Rafael Benítez
- Patrick Kluivert
- Paul Konchesky
- Milan Baroš
- Steven Gerrard
- John Arne Riise
- Jamie Carragher
- Igor Bišćan
- Frank Lampard
- Joe Cole
- William Gallas
- Howard Webb

## Kritiken
„Das klassische Sportler-Melodram verlegt den ‚amerikanischen Traum‘ vom Tellerwäscher zum Millionär ins europäische Fußballstadion und überzieht ihn mit dem Zucker südamerikanischer Telenovelas.“